# Marie de Dinamarca
Marie de Dinamarca, condesa de Monpezat (nacida Marie Agathe Odile Cavallier; París, 6 de febrero de 1976) es la esposa del príncipe Joaquín de Dinamarca, por lo tanto, es también princesa de Dinamarca y condesa de Monpezat por su matrimonio con el príncipe en 2008. Recibe el tratamiento de su alteza real. 
Tiene dos hijos: los condes Enrique y Atenea de Monpezat.

## Biografía

### Primeros años
Marie nació el 6 de febrero de 1976 en París, Francia.
Hija de Alain Cavallier, director de publicidad y Françoise Grassiot (nacida Moreau), empresaria hostelera. Se mudó a Ginebra (Suiza) después de que sus padres se divorciaran. La princesa tiene cuatro medio-hermanos, Benjamín y Gregorio Grandet, ambos nacidos en Suiza, y Carlos y Eduardo Cavallier, ambos nacidos en París.
Marie tiene origen aristócrata, pues su abuela paterna fue la baronesa viuda Odilia de Sairigné (nacida Labesse).

### Educación
Tras el divorcio de sus padres, Marie fue enviada al Collège Alpin International Beau Soleil, un internado de élite en Suiza situado en Villars-sur-Ollon.
Estudió economía en la Universidad de Ginebra (1994 - 1995). En 1995 se trasladó a Estados Unidos donde asistió al Babson College, en Wellesley, Massachusetts (1995 - 1997), en el que estudió negocios internacionales y economía. En Nueva York, Marie estudió mercadotecnia e informática en el Marymount Manhattan College, donde en 1999 acabó sacando una diplomatura en Artes Liberales en 1999.
La princesa habla con fluidez el francés, su idioma materno, así como el inglés, el castellano y el danés.

### Carrera profesional
Después de sus estudios trabajó un año y medio en la empresa de publicidad de Internet DoubleClick en Nueva York.
En 2002 regresó a Europa donde trabajó en el departamento de prensa de la empresa Media Marketing en París. En 2004 fue contratada como asistente del director en una agencia de noticias. Desde 2005 hasta su matrimonio fue secretaria ejecutiva en la empresa de su padrastro, Grupo ING Numismático, en Ginebra.
Tras una etapa como representante cultural especial del Reino de Dinamarca en la Embajada de Dinamarca en París, la familia se traslada a Washington D. C. el 1 de septiembre de 2023.

### Noviazgo y compromiso
En otoño de 2002 conoció al príncipe Joaquín de Dinamarca, hijo menor de la reina Margarita II de Dinamarca, durante una cacería en Dinamarca. En aquel momento, el príncipe todavía no se había divorciado de la condesa Alejandra. Después del divorcio y con el paso de los años la amistad se fue estrechando, hasta que empezaron una relación en 2006.
Tras una breve ruptura en primavera de 2006, el príncipe Joaquín y Marie se comprometieron el 3 de octubre de 2007.

## Matrimonio y descendencia

### Boda

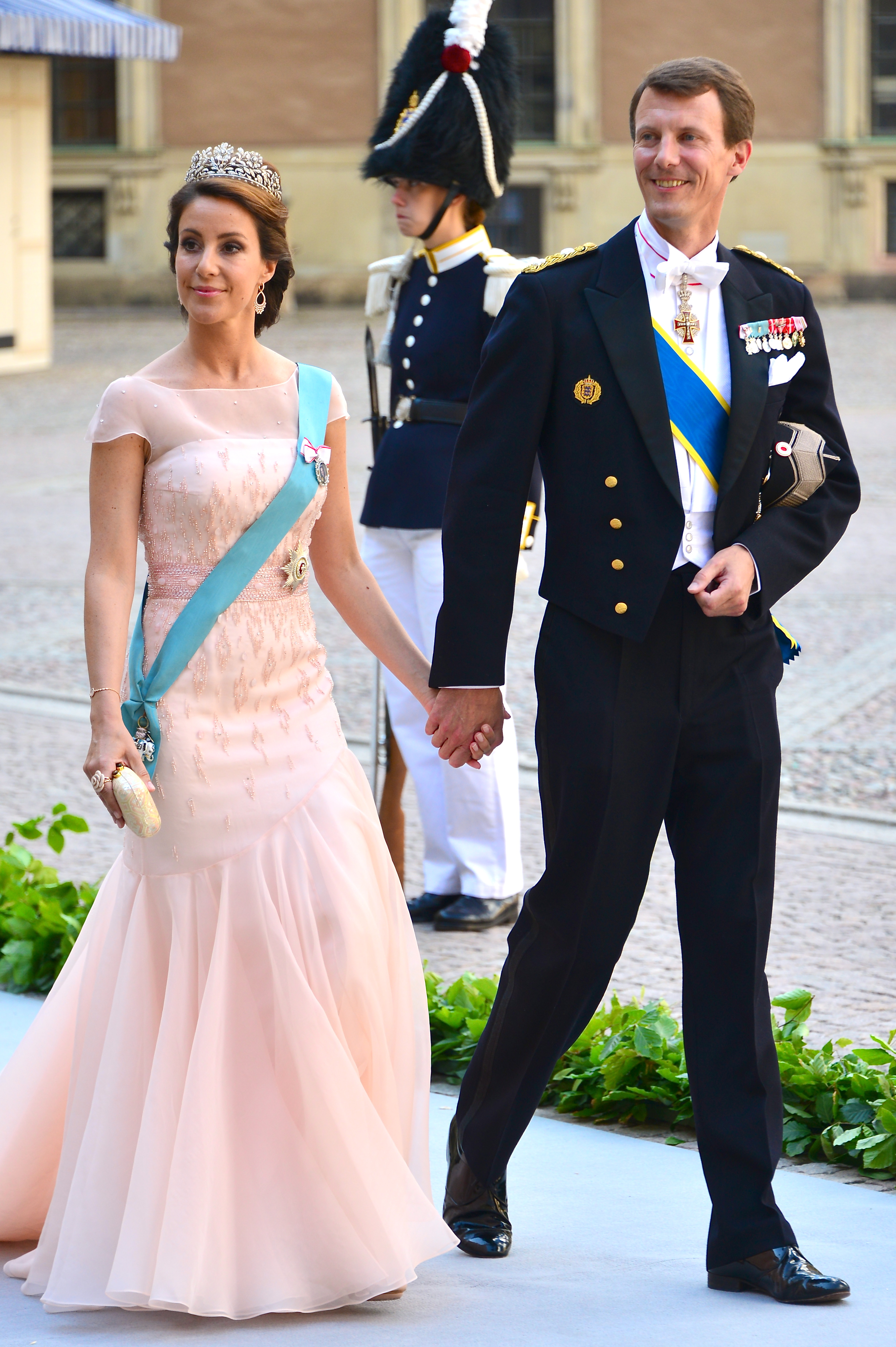
Los príncipes Joaquín y María en 2013.

La boda se celebró el 24 de mayo de 2008 en la iglesia de Møgeltønder, al sur de la península de Jutlandia, en Dinamarca. Marie, que recibió el título de princesa, pertenecía a la Iglesia católica pero se convirtió al luteranismo. También obtuvo la ciudadanía danesa renunciando así a la francesa.
Al igual que su cuñada, la reina consorte María, Marie tuvo que firmar un contrato prematrimonial en el que se especificaba que no recibiría nada por parte de la Casa Real Danesa en caso de divorcio.

### Hijos
El 11 de noviembre de 2008, la Casa Real Danesa anunció que la princesa estaba embarazada de su primer hijo. El 4 de mayo de 2009, Marie dio a luz a un varón en el Hospital Universitario de Copenhague. El 26 de julio, durante el bautismo del pequeño, los padres revelaron el nombre del niño, tal como manda la tradición en Dinamarca.
El 24 de agosto de 2011, la Casa Real emitió un comunicado anunciando que los príncipes Joaquín y Marie, estaban esperando su segundo hijo en común. El 24 de enero de 2012 nació la segunda hija de la pareja y la cuarta del príncipe, en el Hospital Universitario de Copenhague. Al igual que su hermano, los nombres de la niña fueron revelados el día que fue bautizada.
- Enrique Carlos Joaquín Alan, nacido el 4 de mayo de 2009.
- Atenea Margarita Francisca María, nacida el 24 de enero de 2012.

Marie tiene dos hijastros, fruto del matrimonio de Joaquín con Alejandra Manley:
- Nicolás Guillermo Alejandro Federico, nacido el 28 de agosto de 1999.
- Félix Enrique Valdemar Cristián, nacido el 22 de julio de 2002.

## Otros datos
- Es una de las madrinas de la princesa Josefina de Dinamarca, cuarta hija de los reyes Federico X y María de Dinamarca.[16]

## Títulos y distinciones honoríficas

### Títulos y tratamientos

Monograma.

| ● 06 de febrero de 1976-24 de mayo de 2008: | Señorita Marie Cavallier                                           |
| ● 24 de mayo de 2008-presente:              | Su alteza real la princesa Marie de Dinamarca, condesa de Monpezat |

### Distinciones honoríficas danesas
- Dama de la Orden del Elefante (24/05/2008).[17]
- Dama de la Real Orden Familiar de la Reina Margarita II (24/05/2008).[18]
- Medalla Conmemorativa del 350 Aniversario de la Guardia Real Danesa (30/06/2008).[19][20]
- Medalla Conmemorativa del 75° Aniversario del príncipe consorte Enrique (11/06/2009).[21]
- Medalla Conmemorativa del 70° Aniversario de la reina Margarita II (16/04/2010).[22]
- Medalla Conmemorativa del Jubileo de Rubí de la reina Margarita II (14/01/2012).[17]
- Medalla Conmemorativa del 75° Aniversario de la Reina Margarita II (16/04/2015).[23][24]
- Medalla Conmemorativa de las Bodas de Oro de la Reina Margarita II y el Príncipe Enrique (10/06/2017).[25]
- Medalla Conmemorativa del Príncipe Enrique (11/06/2018).
- Medalla Conmemorativa del 80° Aniversario de la reina Margarita II (16/04/2020).
- Medalla Conmemorativa del Jubileo de Oro de la Reina Margarita II (14/01/2022).

### Distinciones honoríficas extranjeras
- Dama Gran Cruz de la Orden de Beneficencia (República Helénica, 18/05/2009).
- Dama Gran Cruz de la Orden de la Rosa Blanca (República de Finlandia, 05/04/2013).[26][27]
- Dama Gran Cruz de la Orden de la Corona (Reino de los Países Bajos, 17/03/2015).[28][18]
- Dama Gran Cruz de la Orden de San Olaf (Reino de Noruega, 22/05/2015).[29]
- Dama Gran Cruz de la Orden del Águila Azteca (Estados Unidos Mexicanos, 13/04/2016).[30][31]
- Dama Gran Cruz de la Orden del Halcón (Islandia, 24/01/2017).[32]
- Dama Gran Cruz de la Orden de Leopoldo II (Reino de Bélgica, 28/03/2017).[33][34]
- Gran Oficial de la Orden de la Legión de Honor (República de Francia, 07/04/2017).[17]
- Oficial de la Orden de las Artes y las Letras (República Francesa, 01/12/2022).[35]
- Dama Gran Cruz de la Orden del Mérito Civil (Reino de España, 24/10/2023).[36]
- Miembro de Clase Suprema de la Orden de la Virtud [Condecoración de Nishan al-Kamal] (República Árabe de Egipto, 05/12/2024).